# El regalo (álbum)
El regalo es el décimo álbum infantil de Tatiana, y considerado uno de los más exitosos de su carrera, solo por detrás de ¡Brinca!.
Gracias a la popularidad alcanzada por el álbum y el éxito en ventas, en 2004 Tatiana se hace acreedora al premio Grammy Latino, como mejor artista infantil.
A partir de este álbum, Tatiana comienza a emplear el lema «La Reina de los niños», el cual acompaña a su logo oficial de su nombre de artista registrado.

## Información del álbum
Con más fuerza que nunca, en el 2003 Tatiana regresa con este nuevo álbum que integra canciones nuevas y otras que son familiares por haber sido populares años anteriores. Este álbum destaca por la cantidad de personajes que se manejó en su temática, ya que casi cada canción hacía referencia a un personaje que lo protagonizaba. Otra de las características que se maneja en este CD es que Tatiana lograría adaptar ritmos tales como la cumbia, el rap, y el folk a versiones infantiles, sin dejar atrás el característico pop infantil

## Sencillos
- El baile de la ranita fue el primer sencillo que se lanzó de este álbum en septiembre de 2003. Con un ritmo totalmente dance y una coreografía muy contagiosa, además de una letra sencilla, inmediatamente se colocó en el gusto de los pequeños. Un videoclip se lanzó para este sencillo.
- Los marcianos llegaron ya es el segundo sencillo, una canción originalmente en ritmo chachachá y muy popular en los años 50, está vez lleva un ritmo de cumbia, además de un remix incluido en el álbum. Al igual que El Baile De La Ranita, inmediato a su lanzamiento gozó de popularidad entre los infantes. Cuenta también con un videoclip alusivo.

## Lista de canciones
| #   | Título                                                                    | Duración | Compositor                              |
| --- | ------------------------------------------------------------------------- | -------- | --------------------------------------- |
| 1.  | Los marcianos llegaron ya                                                 | 3:23     | Rosendo Ruiz Quevedo                    |
| 2.  | Ganador                                                                   | 3:36     | Marck David Francisco Curiel            |
| 3.  | Alibombo                                                                  | 3:12     | Enrique del Pozo                        |
| 4.  | El baile de la ranita                                                     | 3:08     | Saúl Medrano                            |
| 5.  | La reunión de los juguetes                                                | 3:42     | Pamela Ruiz                             |
| 6.  | Baila con el Hula-Hoop                                                    | 3:16     | Enrique del Pozo                        |
| 7.  | A la luz de las estrellas                                                 | 3:03     | Antonio Carrillo                        |
| 8.  | Sonríe                                                                    | 4:14     | Fernando Canavati                       |
| 9.  | El twist de mi colegio                                                    | 2:52     | Enrique del Pozo                        |
| 10. | Mis abuelos mitoteros                                                     | 3:17     | Sergio Caballero Refugio Javier Carmona |
| 11. | El osito lindo                                                            | 2:20     | Mario Marakaz @mkz2go                   |
| 12. | Do, re, mi                                                                | 4:31     | Oscar Hammerstein II Richard Rogers     |
| 13. | Los marcianos llegaron ya (Cumbia Mix)                                    | 3:12     | Rosendo Ruiz Quevedo                    |
| 14. | Ding, Dong, Dang                                                          | 3:23     | Tatiana                                 |
| 15. | Tradidance II: Tema De Remi/Tema de Heidi/Marinero/Aserrín-aserrán/Juntos | 6:14     | Takeo Watanabe Dominio Público          |